# Daryl Louise
Daryl Bertrand Louise (12 agosto 1998) è un calciatore seychellese, difensore dell'Abingdon United.

## Carriera

### Club
Ha giocato nella prima divisione delle Seychelles e nelle serie minori inglesi (in decima divisione).

### Nazionale
Dopo aver precedentemente anche giocato nella nazionale Under-20, nel 2023 ha esordito in nazionale maggiore.